# Forest City (Florida)
Forest City es un lugar designado por el censo ubicado en el condado de Seminole en el estado estadounidense de Florida. En el Censo de 2010 tenía una población de 13.854 habitantes y una densidad poblacional de 1.086,54 personas por km².

## Geografía
Forest City se encuentra ubicado en las coordenadas 28°39′41″N 81°26′42″O / 28.66139, -81.44500. Según la Oficina del Censo de los Estados Unidos, Forest City tiene una superficie total de 12.75 km², de la cual 11.04 km² corresponden a tierra firme y (13.41%) 1.71 km² es agua.

## Demografía
Según el censo de 2010, había 13.854 personas residiendo en Forest City. La densidad de población era de 1.086,54 hab./km². De los 13.854 habitantes, Forest City estaba compuesto por el 79.2% blancos, el 8.05% eran afroamericanos, el 0.25% eran amerindios, el 4.26% eran asiáticos, el 0.01% eran isleños del Pacífico, el 5.19% eran de otras razas y el 3.05% pertenecían a dos o más razas. Del total de la población el 24.35% eran hispanos o latinos de cualquier raza.